# Stećak
Stećak (plural: stećci) är en speciell graverad medeltida gravsten, monolit, från Balkanhalvön. Stećci-stenarna tillkom huvudsakligen mellan 1300-talet och 1500-talet. De är vanligast förekommande i Bosnien-Hercegovina (företrädesvis i Hercegovina) men de finns även i Kroatien, Serbien och Montenegro. De är oftast graverade och dekorerade med bilder från vardagslivet, jakter, riddarturneringar eller inskriptioner med de äldre bosniska språken. Många stenar har svastikor ingraverade, något som förknippas med Vinčakulturen, De finns i två former, upprätta eller liggande, och som pelare, stenblock eller i form av stenkors. Gravstenarna förde vidare ett budskap, likt våra runstenar. Idag har man hittat mer än 66 000 stećci över västra Balkanhalvön och cirka 50 000 av dem finns i Bosnien-Hercegovina.

## Galleri

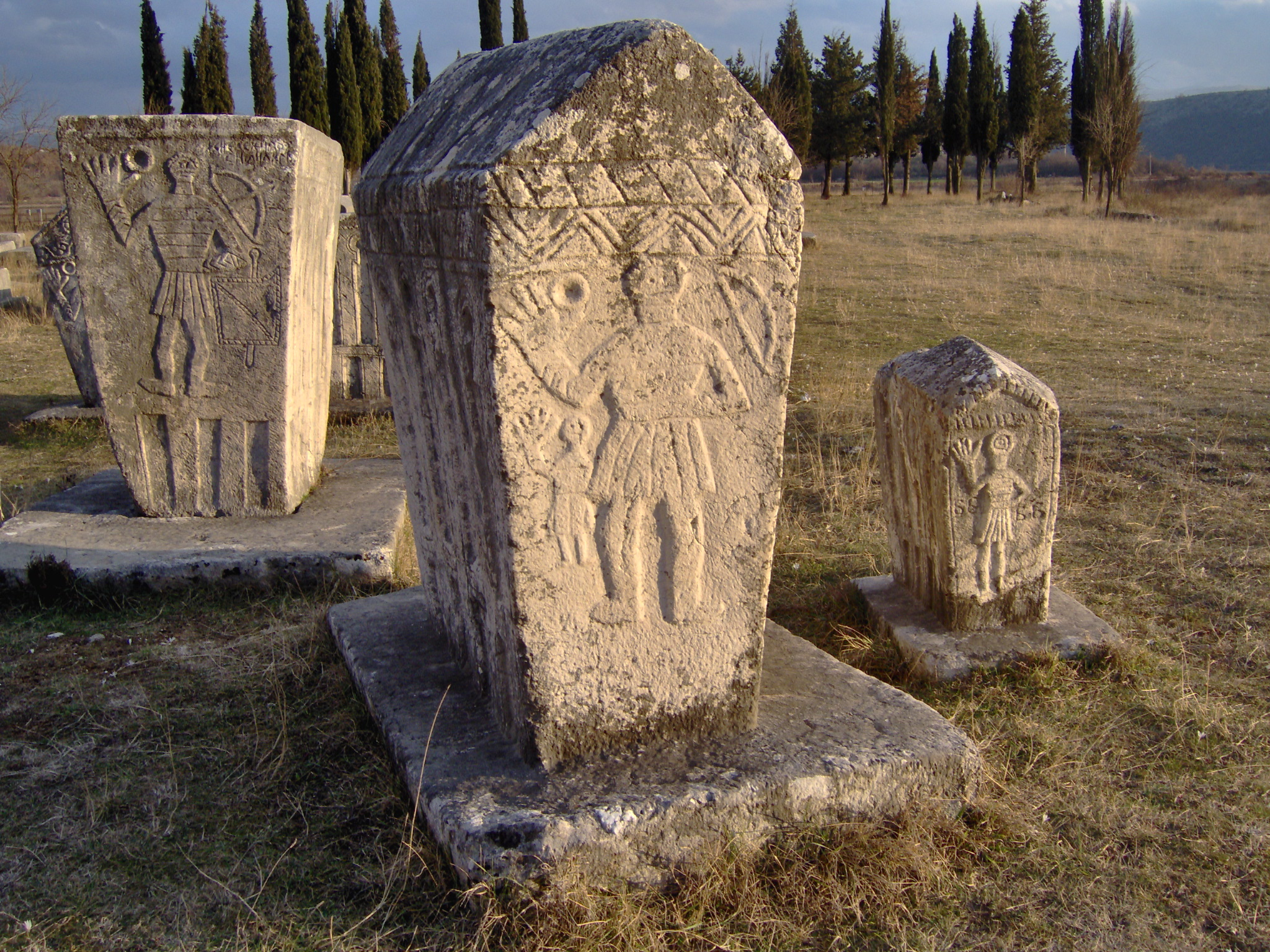
Radimlja
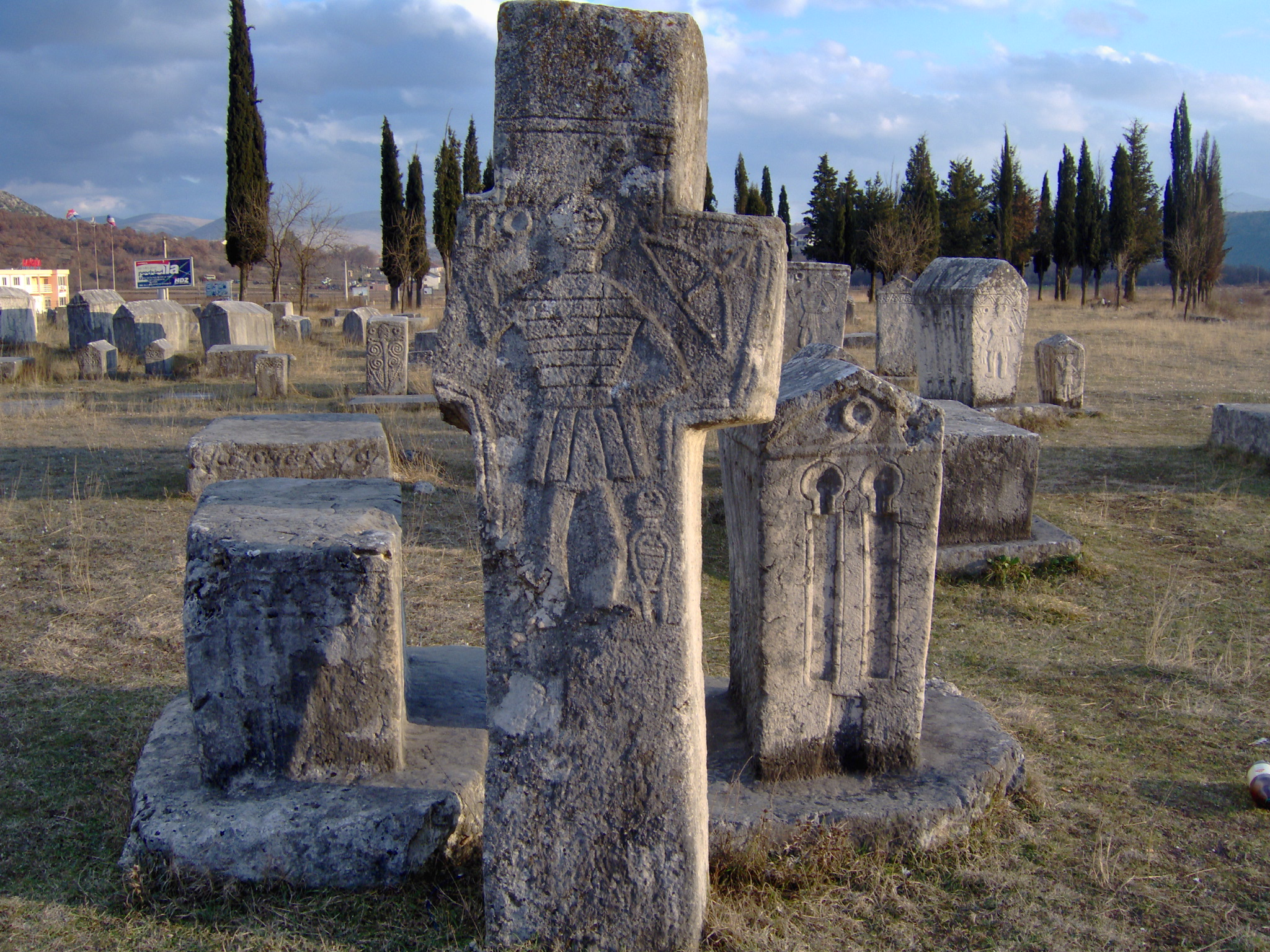
Radimlja
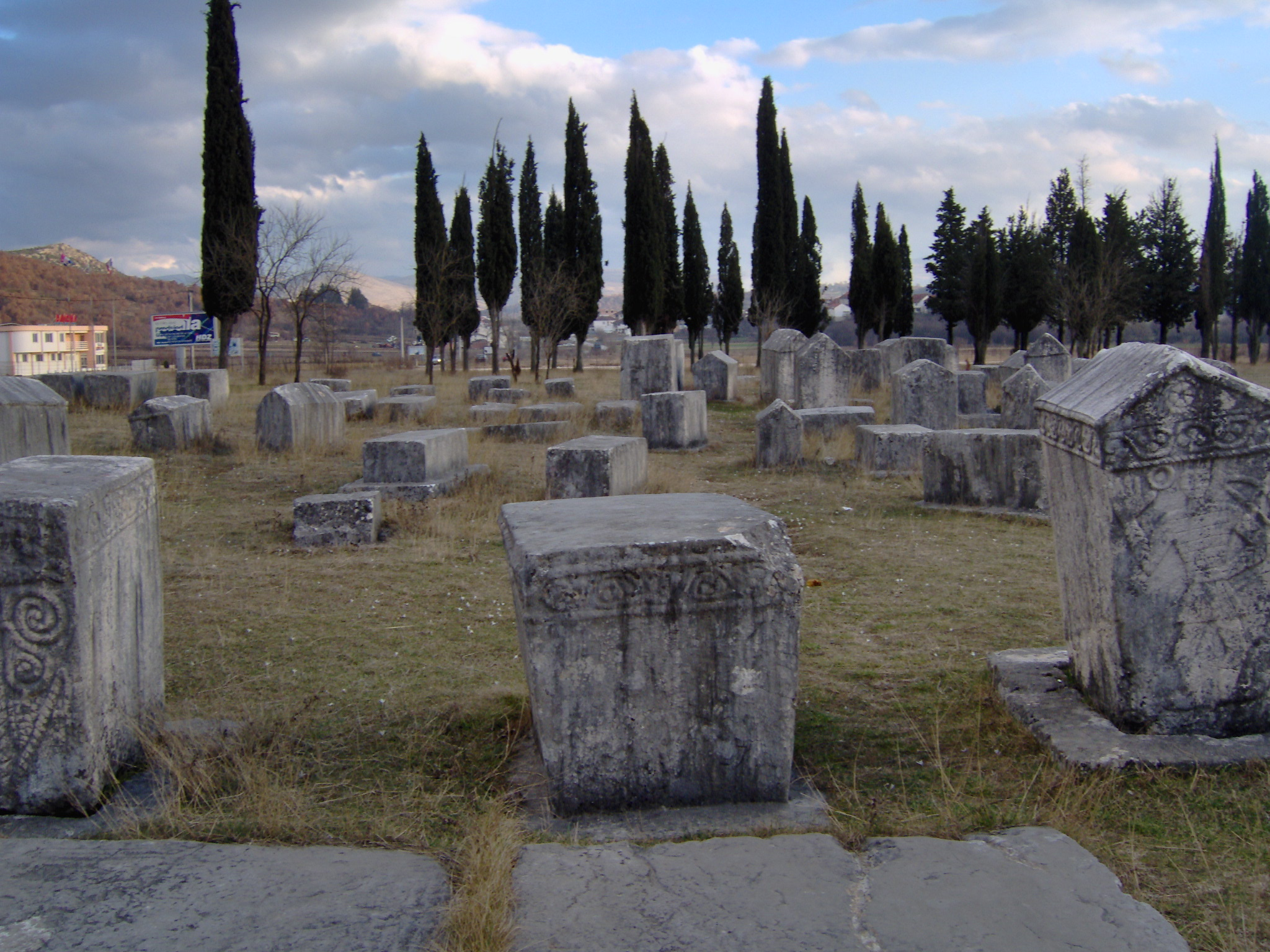
Radimlja
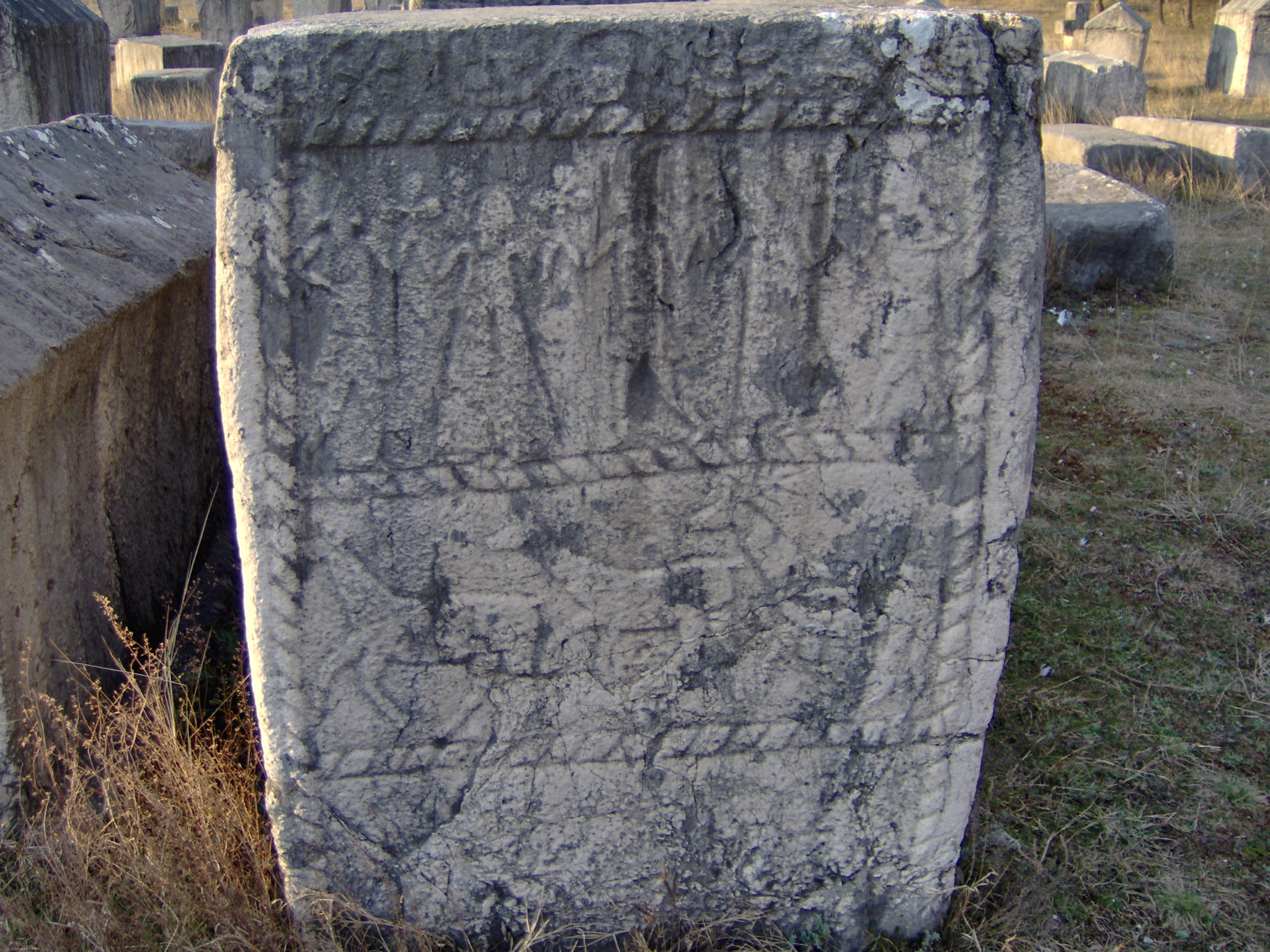
Radimlja
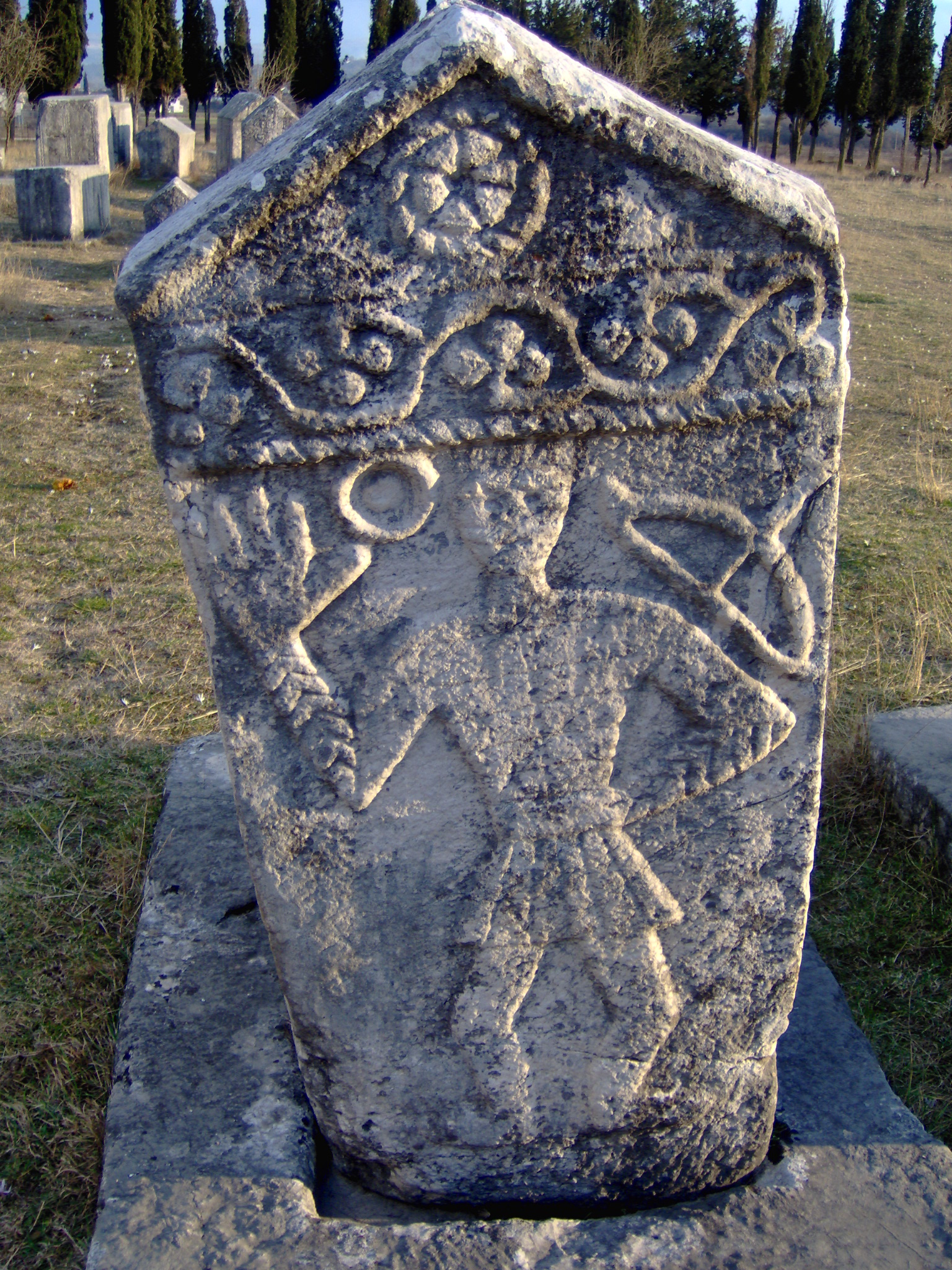
Radimlja